# Kraj Krasnojarsk
Kraj Krasnojarsk (Russisch: Красноярский край; Krasnojarski kraj) is een kraj in de Russische Federatie. Het is het op een na grootste deelgebied van Rusland na de republiek Jakoetië, met een oppervlakte van 2.339.700 km² ofwel 13% van de totale oppervlakte van Rusland. Het is 56 maal zo groot als Nederland en 77 maal zo groot als België. Met ongeveer 3 miljoen inwoners (ca. 1,2 per km²) is het gebied zeer dunbevolkt.

## Geografie
De kraj is van noord naar zuid 3000 km lang. Het ligt in het midden van Siberië en grenst aan de oblasten Tjoemen, Tomsk, Irkoetsk, en Kemerovo, en aan de republieken Chakassië, Toeva, en Jakoetië. In het noorden ligt de Noordelijke IJszee. De kraj omringt de voormalige autonome districten Evenkië en Tajmyr.

## Historie
De kraj werd gevormd in 1934. In 1991 scheidde Chakassië zich af en werd een autonome republiek.
Op 17 april 2005 werd met een referendum bepaald dat kraj Krasnojarsk en de autonome districten Tajmyr en Evenkië samengevoegd zouden worden. Op 1 januari 2007 werd dit doorgevoerd.

## Economie
Meer dan 95% van de steden, het grootste deel van de industriële ondernemingen, en alle landbouwgebieden zijn geconcentreerd in het zuiden van de regio. Van de totale Russische productie komt 80% van het nikkel, 75% van het kobalt, 70% van het koper, 16% van de steenkool, en 10% van het goud hiervandaan. Krasnojarsk levert ook 20% van de Russische houtvoorraad. De belangrijkste industrieën zijn: metallurgie, energie, bosbouw, chemicaliën, en olie raffinage. De stad Krasnojarsk ligt aan de trans-Siberische spoorlijn.

## Etniciteit
De regio kent een groot aantal verschillende bevolkingsgroepen. Hieronder staan deze met hun eigen taal. Veel van de bevolkingsgroepen spreken echter voornamelijk Russisch. Cijfers van 1989
| Volk                 | Taal                                 |
| Russen (86,3%)       | Russisch                             |
| Oekraïners (3,3%)    | Oekraïens (48,9%)                    |
| Chakassen (1,9%)     | Chakas (80,7%)                       |
| Duitsers (1,5%)      | Duits (35,2%)                        |
| Wolga-Tataren (1,5%) | Tataars (66,1%)                      |
| Wit-Russen (0,9%)    | Wit-Russisch (36,8%)                 |
| Tsjoevasjen (0,8%)   | Tsjoevasjisch (51,6%)                |
| Dolganen (0,15%)     | Dolgaans dialect van Jakoets (87,3%) |
| Evenken (0,12%)      | Evenks (71,2%)                       |
| Nenetsen (0,07%)     | Nenets (79,8%)                       |
| Sjoren (0,04%)       | Sjor (57,2%)                         |
| Nganasanen (0,03%)   | Nganasaans (86,1%)                   |
| Ketten (0,03%)       | Ket (50,0%)                          |
| anders (0,02%)       | -                                    |
| Selkoepen (0,01%)    | Selkoeps (43,6%)                     |

Binnen deze tabel is ook Chakassië meegenomen, daar dit toen nog onderdeel was van de kraj.

## Steden

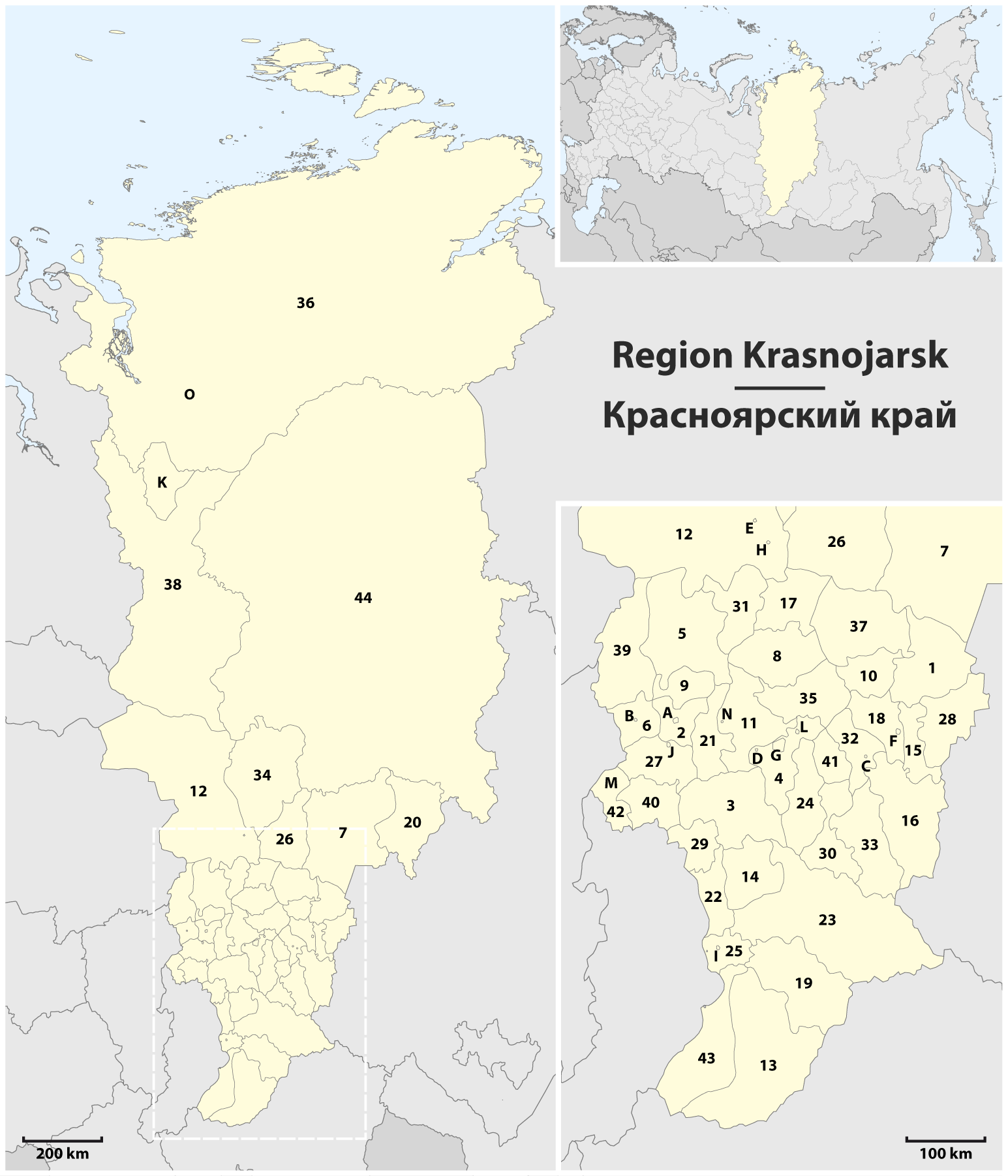